# ネイサン・レイン
ネイサン・レイン（Nathan Lane, 1956年2月3日 - ）は、アメリカ合衆国ニュージャージー州出身の俳優。映画にも出演しているが、舞台俳優として特に有名である。

## 経歴
ニュージャージー州出身のアイルランド系。本名はJoseph Laneだが、同じ名前の俳優がいたため、ブロードウェイの舞台『ガイズ&ドールズ』の主人公から名前を取りネイサンと改めた。父親はトラック運転手でだったが、レインが11歳の時に他界している。家系がカトリック教会だったため、ジャージーシティのカトリック系の学校へ進学。
卒業後には演劇の奨学金を得て、フィラデルフィアの大学へ進学するも1日で退学。その後、ニューヨークへ渡り役者を目指す。なかなか芽が出ない時期が続いていた間は、スタンダップ・コメディアンとしてステージに立ったり、映画やテレビの端役として出演もした。そのうち徐々にオフ・ブロードウェイや地元クラブなどの舞台に立つようになり、1982年にノエル・カワード作品のリバイバル上演でブロードウェイデビューを果たす。その後はブロードウェイなどの舞台で着々とキャリアを重ねていき、1992年に出演した舞台『ガイズ&ドールズ』で初めてトニー賞にノミネートされた。現在では舞台俳優として広く知られており、様々な舞台においてその才能を発揮している。これまでにもその功績が讃えられ、1996年と2001年にそれぞれトニー賞を受賞した。その後も何度もトニー賞やドラマ・デスク・アワードにノミネートされた。
1990年頃からは徐々に映画へも出演し始め、トム・ハンクス、メグ・ライアン共演の『ジョー、満月の島へ行く』や、マイケル・J・フォックス主演の『ライフ with マイキー』などに脇役で出演。声優としても、1993年にウォルト・ディズニーの『ライオン・キング』でティモンの声として出演した。特に知名度が上がったのは、1996年にロビン・ウィリアムズ、ジーン・ハックマンらと共演した『バードケージ』で、同作品ではウィリアムズ演じるクラブオーナーのゲイの中年パートナーを嬉々として演じている。か弱くも人情味のあるキャラクターを演じた同作品で、1997年にゴールデン・グローブ賞にノミネートされた。その後の映画では、持ち前のコメディセンスを活かして様々なコメディ映画に出演している。
2001年に出演したメル・ブルックスのミュージカルコメディ『プロデューサーズ』ではマシュー・ブロデリックと軽妙なコンビを組んで、再びゴールデン・グローブ賞にノミネートされている。テレビでも活躍しており、様々なシットコムやテレビシリーズへも出演。1995年に『ライオン・キング』のティモン役で再び声の出演をしたテレビアニメ『ライオン・キングのティモンとプンバァ』と2000年から2002年まで出演した『Teacher's Pet』ではデイタイム・エミー賞を受賞している。
2010年に、ブロードウェイで舞台化された『アダムス・ファミリー』では一家の主であるゴメズ・アダムスを演じて再びトニー賞にノミネートされた。なお、レイン自身、バリー・ソネンフェルド監督でラウル・ジュリアが同役を演じた『アダムス・ファミリー2』において、警官役として出演しており、映画版のキャストとも共演している。

## 私生活
ゲイであることを公表しており、2015年11月17日、劇作家のデヴリン・エリオットとニューヨークで結婚した。

## 主な出演作品

### 舞台
| 上演年 | 邦題 原題                                                                   | 役名                     | 備考                                |
| ------ | --------------------------------------------------------------------------- | ------------------------ | ----------------------------------- |
| 1991   | Lips Together, Teeth Apart                                                  | サム・トゥルーマン       |                                     |
| 1996   | ローマで起こった奇妙な出来事 A Funny Thing Happened on the Way to the Forum |                          | トニー賞 ミュージカル主演男優賞受賞 |
| 2001   | プロデューサーズ The Producers'                                             | マックス・ビアリストック | トニー賞 ミュージカル主演男優賞受賞 |
| 2004   | The Frogs                                                                   | Dionysus                 |                                     |
| 2006   | おかしな二人 The Odd Couple                                                 | オスカー・マディソン     |                                     |
| 2009   | ゴドーを待ちながら Waiting for Godot                                        | エストラゴン             |                                     |
| 2010   | アダムス・ファミリー The Addams Family                                      | ゴメス・アダムス         |                                     |
| 2012-  | 氷人来たる The Iceman Cometh                                                | セオドア・ヒックマン     |                                     |

### 映画
| 公開年 | 邦題 原題                                                                                | 役名                         | 備考             | 吹き替え                                           |
| ------ | ---------------------------------------------------------------------------------------- | ---------------------------- | ---------------- | -------------------------------------------------- |
| 1987   | 黄昏に燃えて Ironweed                                                                    | ハロルド・アレン             |                  |                                                    |
| 1990   | ジョー、満月の島へ行く Joe Versus the Volcano                                            | バウ                         |                  |                                                    |
| 1991   | ヒー・セッド、シー・セッド/彼の言い分、彼女の言い分 He Said, She Said                    | ウォリー                     |                  |                                                    |
| 1991   | 恋のためらい/フランキーとジョニー Frankie and Johnny                                     | ティム                       |                  | 辻親八                                             |
| 1993   | ライフ with マイキー Life with Mikey                                                     | エド・チャップマン           |                  | 玄田哲章                                           |
| 1993   | アダムス・ファミリー2 Addams Family Values                                               | 巡査部長                     |                  | 稲葉実（ソフト版） 麦人（日本テレビ版）            |
| 1994   | ライオン・キング The Lion King                                                           | ティモン                     | アニメ、声の出演 | 三ツ矢雄二                                         |
| 1995   | ジェフリー Jeffrey                                                                       | ダン神父                     |                  | 稲葉実                                             |
| 1996   | バードケージ The Birdcage                                                                | アルバート・ゴールドマン     |                  | 今村紀夫（ソフト版） 江原正士（フジテレビ版）      |
| 1997   | マウス・ハント Mousehunt                                                                 | アーニー・シュマンツ         |                  | 稲葉実（劇場公開版） 内海賢二（TBS版）             |
| 1998   | ライオン・キング2 シンバズ・プライド The Lion King II: Simba's Pride                     | ティモン                     | アニメ、声の出演 | 三ツ矢雄二                                         |
| 1998   | アット・ファースト・サイト/あなたが見えなくても At First Sight                           | フィル・ウェブスター         |                  | 牛山茂                                             |
| 1999   | スチュアート・リトル Stuart Little                                                       | スノーベル                   | 声の出演         | 恵俊彰（ソフト版、TBS版） 内田直哉（テレビ朝日版） |
| 2000   | イズント・シー・グレート Isn't She Great                                                 | アーヴィン・マンスフィールド |                  |                                                    |
| 2000   | 恋の骨折り損 Love's Labour's Lost                                                        | コスタード                   |                  |                                                    |
| 2000   | タイタンA.E. Titan A.E.                                                                  | ブリード                     | アニメ、声の出演 | 鈴置洋孝                                           |
| 2001   | ニール・サイモンのスーパー・コメディアンと7人のギャグマンたち Laughter on the 23rd Floor | マックス・プリンス           | テレビ映画       |                                                    |
| 2002   | スチュアート・リトル2 Stuart Little 2                                                    | スノーベル                   | 声の出演         | 恵俊彰                                             |
| 2002   | オースティン・パワーズ ゴールドメンバー Austin Powers in Goldmember                      | ディスコの男                 |                  | （台詞なし）                                       |
| 2002   | ディケンズのニコラス・ニックルビー Nicholas Nickleby                                     | ヴィンセント                 |                  |                                                    |
| 2004   | アイドルとデートする方法 Win a Date with Tad Hamilton!                                   | リチャード・レヴィ           |                  | 後藤哲夫                                           |
| 2004   | ライオン・キング3 ハクナ・マタタ The Lion King 1½                                        | ティモン                     | アニメ、声の出演 | 三ツ矢雄二                                         |
| 2005   | プロデューサーズ The Producers                                                           | マックス・ビアリストック     |                  |                                                    |
| 2008   | ケビン・コスナー チョイス! Swing Vote                                                    | アート                       |                  |                                                    |
| 2009   | くるみ割り人形 The Nutcracker in 3D                                                      | アルバートおじさん           |                  | 宮本崇弘                                           |
| 2010   | ATOM Astro Boy                                                                           | ハムエッグ                   | アニメ、声の出演 | 内海賢二                                           |
| 2012   | 白雪姫と鏡の女王 Mirror Mirror                                                           | ブライトン                   |                  | 岩崎ひろし                                         |
| 2013   | 45歳からの恋の幕アケ!! The English Teacher                                               | カール・カピナス             |                  |                                                    |
| 2016   | マイ・プレシャス・リスト Carrie Pilby                                                    | ペトロフ医師                 |                  |                                                    |
| 2018   | シドニー・ホールの失踪 The Vanishing of Sidney Hall                                      | ハロルド                     |                  | 菊池康弘                                           |
| 2023   | ボーはおそれている Beau Is Afraid                                                        | ロジャー                     |                  | 玉野井直樹                                         |

### テレビシリーズ
| 放映年    | 邦題 原題                                                                                               | 役名                     | 備考                               | 吹き替え   |
| --------- | --- | ------------------------ | ---------------------------------- | ---------- |
| 1982      | One of the Boys                                                                                         | ジョナサン・バーンズ     | 13エピソード                       | N/A        |
| 1985      | 特捜刑事マイアミ・バイス Miami Vice                                                                     | モーティ・プライス       | 1エピソード                        |            |
| 1995      | そりゃないぜ!? フレイジャー Frasier                                                                     | フィル                   | 1エピソード                        |            |
| 1998      | あなたにムチュー Mad About You                                                                          | ネイサン                 | 1エピソード                        |            |
| 1998-1999 | Encore! Encore!                                                                                         | ジョセフ・ピノニ         | 12エピソード                       | N/A        |
| 1999-2000 | George and Martha                                                                                       | ジョージ                 | 27エピソード                       | N/A        |
| 2002      | セックス・アンド・ザ・シティ Sex and the City                                                           | ボビー・フィン           | 1エピソード                        |            |
| 2003      | Charlie Lawrence                                                                                        | チャーリー・ローレンス   | 6エピソード                        | N/A        |
| 2004      | ラリーのミッドライフ★クライシス Curb Your Enthusiasm                                                    | ネイサン・レイン         | 1エピソード                        |            |
| 2007      | 30 ROCK/サーティー・ロック 30 Rock                                                                      | エディ                   | 1エピソード                        |            |
| 2010-2011 | モダン・ファミリー Modern Family                                                                        | ペッパー                 | 2エピソード                        |            |
| 2012-2013 | グッド・ワイフ The Good Wife                                                                            | クラーク・ハイデン       | 9エピソード                        | 岡田吉弘   |
| 2016      | アメリカン・クライム・ストーリー/O・J・シンプソン事件 The People v. O. J. Simpson: American Crime Story | F・リー・ベイリー        |                                    | 荒井勇樹   |
| 2022      | ギルデッド・エイジ -ニューヨーク黄金時代- The Gilded Age                                                | ウォード・マカリスター   |                                    | 高木渉     |
| 2024      | モンスターズ: メネンデス兄弟の物語 Monsters: The Lyle and Erik Menendez Story                           | ドミニク・ダン           | Netflixオリジナルドラマ            | 内田紳一郎 |
| 2024      | エルズベス Elsbeth                                                                                      | フィリップ・クロス       | 第2シーズン第1話「オペラ殺人事件」 | 山野井仁   |
| 2025      | ミッドセンチュリーモダン "Mid-Century Modern"                                                           | バニー・シュナイダーマン | メインキャストのひとり             |            |

## 参照
1. ↑  Dezell, Maureen (2003年10月19日). “Nathan Lane goes beyond Broadway”. The Boston Globe (boston.com) 2009年4月1日閲覧。
2. ↑  Tugend, Tom (2005年12月30日). “In Search of Nathan Lane's 'Jewish' Roots”. Jewish News of Greater Phoenix (jewishaz.com) 58 (14) 2008年6月9日閲覧。
3. ↑  “『プロデューサーズ』のネイサン・レイン、同性のパートナーと結婚”.   シネマトゥデイ (2015年11月25日). 2015年11月25日閲覧。